# Bathocyroidae
Bathocyroidae is een familie van ribkwallen uit de klasse van de Tentaculata.

## Geslacht
- Bathocyroe Madin & Harbison, 1978